# Meta Runner
Meta Runner е австралийски анимационен уеб сериал, създаден от братята Люк и Кевин Lerdwichagul, известни със създаването на пародийната поредица Super Mario 64 на SMG4.
Разказва се за футуристично общество, в центъра на което стоят видео игрите и еспорта. Сериалът проследява момиче на име Тари, което попада и помага на група под прикритие, наречена MD-5, в опита им да разкрие корумпираната компания TAS Corp.
Шоуто е разработено, продуцирано и анимирано в Glitch Productions, финансирано от Screen Australia, и бива финансирано с подкрепата на Crunchyroll и AMD за първия сезон, съвместно с Epic Games.
Премиерата на първия сезон бива в YouTube канала SMG4, но сериалът бива преместен в канала GLITCH за втория сезон.

## Сюжет
В Силика Сити всички медии и се базират най-вече на видеоигри, не само като развлечение, но и като професия. Сред геймърите има Мета Рънъри – хора, които заменят крайниците си с кибернетични устройства, които им позволяват да подобрят игралната си производителност.
Сериалът разказва историята на Тари, Мета Рънър, която бива обект на експеримент, наречен Проект Блу, воден от д-р Шеридан – учен, нает от TAS Corp. След като се събужда в изоставена лаборатория, Тари се озовава в Силика Сити без спомен за случилото се, освен няколко ретроспекции. Последното нещо, което Тари може да си спомни, е внезапна катастрофа, предизвикваща експлозия, която Лусиния и д-р Шеридан оцеляват. Лусиния остава в безсъзнание, докато Шеридан се крие.

## Герои

### Главни герои
- Тари (озвучена от Селест Нотли-Смит) е срамежлив и несигурен Мета Рънър, който има способността да влиза във видео игрите, които играе. Тя също има вградена програма, която я съветва какви действия да предприема. Тя е решена да разбере коя е и откъде идват нейните уникални способности. В сезон 2 се разбира, че тя е програмата от „Проект Блу“ и части от съзнанието на Лусиния, взети заедно. Тя е базирана на синята сойка.
- Тео (озвучен от Робин Бари-Котър) е главният герой на играта Ultra Jump Mania, където той се сблъсква с Тари, след като тя се появява в неговия свят. Той се пренася в реалността чрез способностите на Тари.
- Бел Фронтиър (озвучена от Джесика Фалико) е анти-героят на сериала и съперничка на Тари, известна като представител на TAS Corp. и техния Мета Рънър номер едно. Преди била най-добра приятелка с Лусиния, но след като разбира за явната ѝ смърт, тя почва да не се подчинява на шефа си.

#### MD-5
- София Портър (озвучена от Хейли Нелсън) е весела и оптимистична приятелка на Тари. Не се знае дали играе видео игри, но помага на MD-5 чрез своите хакерски умения.
- Ламар Уилямс (озвучен от Антъни Сардиня) е добродушен отаку с уникална кибернетична ръка, и приятел на Тари.
- Маса Шимамото (озвучен от Брендън Бари-Котър) е не само спокоен и сериозен приятел на Тари, но и бивш капитан на отбора на TAS Corp. Той бива уволнен, след като се опитва да проникне в частния сървър на Лъкс, за да докаже теорията си, че той е убил Лусиния.

### Главни антагонисти
- Дерек Лъкс (озвучен от Дейвид Джей Джей Дойл) е главният антагонист на сезони 1 и 2, който бива обсебен от Тари, поради неочакваната ѝ способност да влиза във видео игри. Той се опитва да я залови, за да открие причината за нейните умения, и да ги даде на своите Мета Рънъри в TAS Corp.. Лъкс бива убит от Маса в края на сезон 2, след като ръката му бива хакната от д-р Шеридан.
- Евелин Клейторн (озвучена от Елси Ловлок) е второстепенен антагонист на 2-ри сезон и Мета Рънър в TAS Corp., която бива принудена да бъде партньорка на Тари, въпреки изключителната ѝ завист.
- Д-р Шеридан (озвучен от Антъни Сардиня) вероятно е основният главен антагонист на поредицата. Той е бивш учен от TAS Corp., който създава Проект Блу, за да се опита да попречи на Лъкс да го уволни. Смяташе се, че е изчезнал заедно с Лусиния след инцидента с проекта.

### Второстепенни герои
- Лусиния Портър (озвучена от Амбър Лий Конърс) е Мета Рънър в TAS Corp. и е бива тестван субект за „Проект Блу“ на д-р Шеридан. Предполагаше се, че е изчезнала, след инцидента с проекта. Дерек Лъкс разкрива във финала на сезон 2, че Лусиния е все още жива, но в кома. Тя е сестра на София Портър и добра приятелка на Бел.

- Марко (озвучен от Джейсън Марноча) е организатор на незаконни игрални турнири в бедните квартали на Силика Сити. Той събира ръцете на Мета Рънъри и използва две от тях за допълнителни крайници.
- Сацуки-чан (също озвучена от Конърс) е герой от дейтинг симулатор играта Nova Explorers. Тя се появява в играта Pocket Gakusei („Джобен Гакусей“) поради кросоувър между двете игри.